# Round One
Round One war eine Disco-Band der 1980er Jahre.

## Biografie
Das Produzenten-Duo „Mach II“ nahm in den Kölner „On Line Records“-Studios als „Round One“ 1985 ein Disco-Medley auf. Es verwendete zwei Songs aus dem Rocky-Soundtrack, Gonna Fly Now und Eye of the Tiger von Survivor. Mit Ausnahme der Gesangsspuren (Lead-Sänger Christopher Bee) spielten die beiden alle Instrumentalparts selber ein. Der Mix erhielt den Titel Theme from Rocky. Die Single wurde in der legendären TV-Sendung „Formel Eins“ als höchster Chart-Neueinsteiger präsentiert (Platz 52) und erreichte kurz darauf Top-10-Positionen in Deutschland (höchste Platzierung: 4), Österreich und der Schweiz. Über den Gold-Status hinaus eroberte sie in den deutschen Top 100 Jahres-Verkaufscharts die Position 12.
Im gleichen Jahr erschien die Nachfolge-Single, eine Coverversion des Stücks In Zaire von Johnny Wakelin, die es in die deutschen und österreichischen Top 20 sowie in die Schweizer Top 10 schaffte. Erst zwei Jahre später folgte die Single Dance to the Music, eine Coverversion von Sly & the Family Stone, die allerdings erfolglos blieb. Weitere Veröffentlichungen von Round One gab es nicht.

## Diskografie (Singles)
- 1985: Theme from Rocky (Rival Mix)
- 1985: In Zaire
- 1987: Dance to the Music